# Textilchemie
Die Textilchemie ist ein Forschungs- und Entwicklungszweig der Chemie und gleichzeitig ein bedeutender Zweig der chemischen Industrie. Die Textilchemie befasst sich mit der Chemie und Produktion von Textilfasern sowie deren Veredelung durch Textilchemikalien. Ein weiterer Schwerpunkt der Textilchemie ist die Entwicklung von Hilfsmitteln, Farbstoffen und Pflegemitteln zur funktionellen und ästhetischen Veränderung von Textilien und textilen Materialien.

## Geschichte
Etwa um 5000 vor Christus stellten die Sumerer Leinen aus Flachs her. Der Einsatz von Textilfärbemitteln war schon im Altertum bekannt. So verwendeten die Phönizier Purpur zum Färben von Textilien. Das Waschen von Textilien mit Seife wird schon bei den Römern erwähnt. Im Jahr 1857 entdeckte der Chemiker Mathias Eduard Schweizer, dass eine Lösung von Kupferoxid-Ammoniak, das so genannte Schweizer Reagens, Cellulose auflöste. 1897 meldeten Max Fremery und Johann Urban ein Patent zur Herstellung von Fasern aus der so gelösten Cellulose an. Diese Kunstseidefasern, Cupro genannt, wurden in der Textilindustrie verwendet. Die erste vollsynthetische Faser, das Polyamid Nylon, wurde 1934 von Wallace Hume Carothers entwickelt.

## Anwendung
Die Textilchemie befasst sich mit dem Aufbau der Fasern und den verschiedenen chemischen Aspekten der Herstellung und Behandlung von Textilien. 
- Waschmittel
- Faser
- Färben
- Bleichen

## Österreichischer Lehrberuf
In Österreich wird Textilchemie als dreieinhalbjähriger Lehrberuf mit dualer Ausbildung angeboten. 

## Organisationen und Einrichtungen
- Aachen-Dresdner Internationale Textile Conference[4]
- Deutsches Textilforschungszentrum Nord-West e. V.[5]
- INDUSTRIEVEREINIGUNG CHEMIEFASER e. V.[6]
- Deutsches Wollforschungsinstitut[7]
- Deutsche Institute für Textil- und Faserforschung Denkendorf (DITF)[8]